# Gorga, Ý
Gorga là một đô thị ở tỉnh Roma trong vùng Lazio thuộc Ý, có cự ly khoảng 60 km về phía đông nam của Roma. Tại thời điểm ngày 31 tháng 12 năm 2004, đô thị này có dân số 779 người và diện tích là 26,3 km².
Gorga giáp các đô thị: Anagni, Carpineto Romano, Montelanico, Morolo, Sgurgola, Supino.